# النابات (الحيمة الداخلية)

تعديل مصدري - تعديل

النابات هي إحدى قرى عزلة بني مهلهل بمديرية الحيمة الداخلية التابعة لمحافظة صنعاء، بلغ تعداد سكانها 398 نسمة حسب تعداد اليمن لعام 2004.